# یواس‌ان‌اس گروهبان جک جی پندلتن (تی‌ای‌کی‌وی-۵)
یواس‌ان‌اس گروهبان جک جی پندلتن (تی‌ای‌کی‌وی-۵) (به انگلیسی: USNS Sgt. Jack J. Pendleton (T-AKV-5)) یک کشتی است که طول آن ۴۵۵ فوت (۱۳۹ متر) می‌باشد. این کشتی در سال ۱۹۴۵ ساخته شد.